# ند الشبا
ند الشبا، هي منطقة سكنية في دبي في دولة الإمارات العربية المتحدة . تقع جنوب خور دبي وتشتهر بمضمار سباق الخيل (مضمار ند الشبا). يحدها من الشمال المناطق الصناعية المركزية وبوكدره ورأس الخور، ومن الغرب القوز.
بلغ عدد سكانها في بحسب إحصاء عام 2015 ما يقارب 4308 نسمة. وتبلغ مساحتها 60 كيلو متر مربع أي حوالي 20 ميل مربع.

## عن المدينة
تم تقسيم المدينة إلى أربع مناطق فرعية، وهي ند الشبا 1 و2 و3 و4 ، المنطقة الأولى تعتبر الأكبر فتحتوي على مجمع سكني متميز، بينما المنطقة الثانية تعتبر من أكثر المناطق الهادئة فتحتوي على الكثير من الفلل، بينما المنطقة الثالثة هي المنطقة التعليمية بالمدينة، بينما المنطقة الرابعة تحتوي على الكثير من الخدمات الإسكانية التي تتناسب العائلات وذلك بالقرب من منطقة ميدان الجنوب بشكل عام.
يقع فرع تعاونية الاتحاد بمنطقة ند الشبا على مساحة ضخمة تقدر بحوالي 26 ألف قدم مربع، حيث يعتبر من أفضل الأماكن الذي يغطي كافة الخدمات الخاصة بالحياة اليومية، حيث يتم تقديم خدماته إلى تلك المنطقة بأكملها حيث يعمل على تقديم الكثير من السلع الغذائية وغيرها بمستوى عالٍ جدًا، وبأسعار لا تقبل المنافسة.

## أهم المناطق السياحية

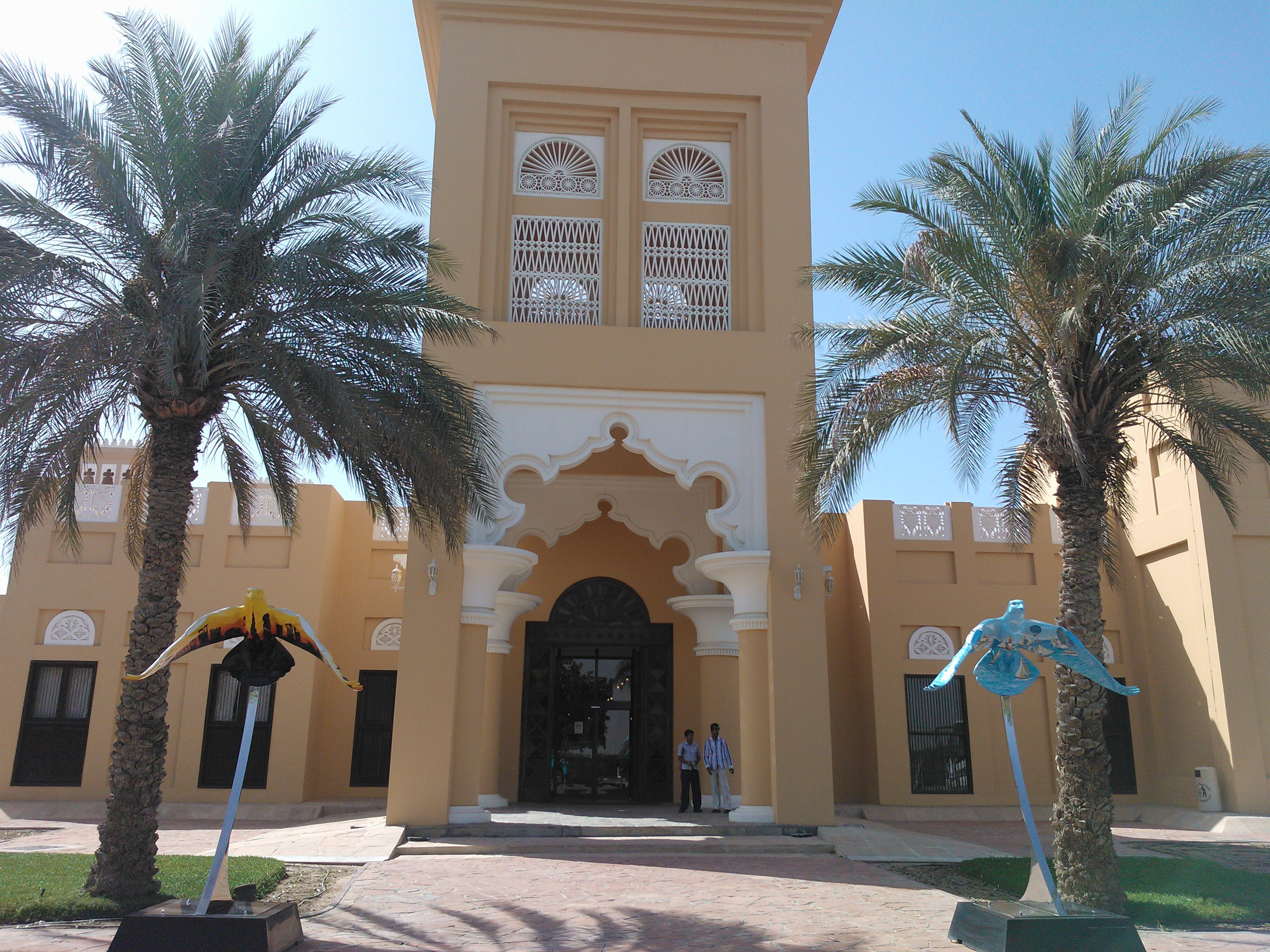
مركز الصقور والرياضة التراثية في ند الشبا

من أهم المناطق السياحية حديقة ند الشبا للدراجات، فهي من أهم المناطق الخاصة بركوب الدراجات الهوائية. يتوجه الزوار إلى تلك الحديقة ويختارون المسافة التي يريدون قطعها بدءًا من 4 كيلو متر إلى 8 كيلو متر. كما تحتوي المنطقة على مركز الصقور والرياضة التراثية، الذي يعتبر متحفاً للصقور ودليلا ارشادياً يسلط الضوء على الصقور وطريقة صيدها وتدريبها وأمراضها وتشريحها وطرق العناية بها، بالإضافة إلى الرياضات التراثية بشكل عام ومعداتها.

## أحداث بارزة
في 3 سبتمبر 2010 ، تحطمت طائرة خطوط يو بي إس الرحلة 6 بالقرب من المعسكر مما أسفر عن مقتل أفراد الطاقم.